# کتابخانه دیجیتال ملی کره
کتابخانه دیجیتال ملی کره (National Digital Library of Korea) در بانپو، ناحیه سوچو، سئول واقع شده‌است.
بودجه کتابخانه ۱۱۵٬۲۰۰٬۰۰۰٬۰۰۰ وون بود که تقریباً ۱۰۲ میلیون دلار است. مساحت کتابخانه ۳۸۰۱۳٫۳۹ متر مربع است که شامل ۵ طبقه زیر زمین و ۳ طبقه همکف می‌باشد. این طبقات شامل فضایی برای جمع‌آوری و خدمات کاربری منابع دیجیتال، دفاتر، کتاب‌ها و پارکینگ‌ها بود. امکانات دسترسی به بیش از ۸۰۰ کتابخانه و مؤسسه دیگر در سراسر جهان، از جمله از کتابخانه کنگره ایالات متحده، و در مجموع بیش از ۲۶۴ میلیون کتاب و دیگر منابع را امکان‌پذیر می‌سازد. استودیوی تلویزیونی و محتوای ایجاد شده توسط کاربر (UCC) شامل دوربین‌های فیلمبرداری و امکانات نوری است که به کاربران امکان می‌دهد صداها و تصاویر UCC خود را تولید، ویرایش و نمایش دهند. دسترسی برای خارجی‌ها آزاد است.

## تاریخ

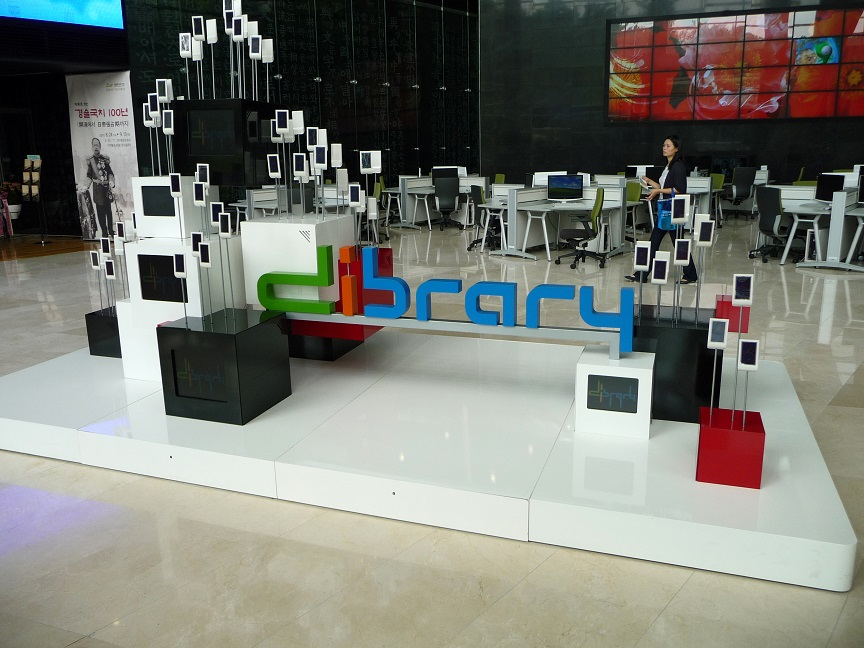
بنای یادبود دیجیتالی کتابخانه

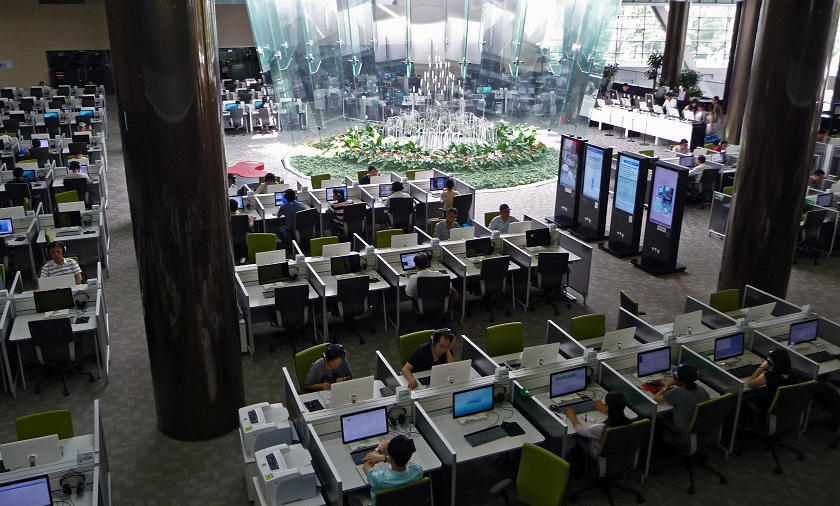
طبقهٔ اصلی

- اکتبر ۱۹۴۵ - کتابخانه برای اولین بار با نام کتابخانه ملی در Sodong-dong, Joong-gu، سئول افتتاح شد.
- اکتبر ۱۹۶۳ - کتابخانه ملی در Sodong-dong از طریق قانون کتابخانه به کتابخانه ملی کره تبدیل شد.
- مارس ۱۹۶۵ - سپرده قانونی اجرا شد.
- دسامبر ۱۹۷۴ - ساختمان اصلی به ساختمان جدیدی در منطقه نمسان سئول منتقل شد.
- سپتامبر ۱۹۸۱ - کتابخانه شعبه به Yeoksam-dong, Gangnam-gu، سئول منتقل شد.
- ژوئن ۱۹۸۳ - آموزش و پرورش کتابداری آغاز شد.
- می ۱۹۸۸ - کتابخانه به ساختمان تازه ساخته شده در Banpo-dong, Seocho-gu، سئول منتقل شد.
- اوت ۱۹۹۰ - سیستم ISBN/ISSN راه اندازی شد.
- آوریل ۱۹۹۱ - قانون ارتقاء کتابخانه‌ها به تصویب رسید. آفت کتابخانه از وزارت فرهنگ و آموزش و پرورش به وزارت فرهنگ تغییر کرد.
- نوامبر ۱۹۹۷ - سیستم آزمایشی کتابخانه دیجیتال توسعه یافت.
- اکتبر 1999 - KOLIS (سیستم کتابخانه و اطلاعات کره) پیاده‌سازی شد.
- اوت ۲۰۰۰ - ساختمان سپرده گذاری تکمیل شد* ژوئن ۲۰۰۱ - وب سایت KOLIS-NET راه اندازی شد.
- سپتامبر ۲۰۰۱ - کتابخانه شعبه به عنوان کتابخانه خدمات پایان‌نامه خدمت کرد.
- ژوئیه ۲۰۰۲ - پروژه CIP (Cataloging in Publication) آغاز شد.
- دسامبر ۲۰۰۲ - سرفصل‌های موضوعی کتابخانه ملی کره ایجاد شد.
- ژوئن ۲۰۰۶ - کتابخانه ملی کودکان و نوجوانان افتتاح شد.
- مه ۲۰۰۷ - مؤسسه تحقیقاتی کره برای کتابخانه و اطلاعات و مرکز پشتیبانی کتابخانه ملی برای معلولان تأسیس شد.
- نوامبر ۲۰۰۸ - فدراسیون بین‌المللی انجمن و مؤسسات کتابخانه‌ای (IFLA) و مرکز حفاظت و حفاظت (PAC) کره در NLK تأسیس شد.
- می ۲۰۰۹ - کتابخانه ملی دیجیتال افتتاح شد و پورتال کتابخانه راه اندازی شد.
- اکتبر ۲۰۰۹ - مرکز اطلاعات کره شمالی توسط وزارت اتحاد در NLK بازگشایی شد.
- فوریه ۲۰۱۰ - تیم همکاری بین‌المللی و روابط عمومی ایجاد شد.
- فوریه ۲۰۱۰ - دفتر مرکز ملی اطلاعات کتابشناختی ایجاد شد.
- می ۲۰۱۰ - سرویس وب موبایل برای مجموعه دیجیتال راه اندازی شد.
- آوریل ۲۰۱۲ - بخش کنترل کتابشناختی ایجاد شد.
- اوت ۲۰۱۲ - کتابخانه ملی برای افراد دارای معلولیت افتتاح شد.
- دسامبر ۲۰۱۳ - کتابخانه ملی کره، سجونگ افتتاح شد.
- اکتبر ۲۰۱۴ - مرکز اطلاعات ادبیات مدرن و اتاق اطلاعات ادبیات مدرن افتتاح شد.
- مارس ۲۰۱۵ - وب سایت یکپارچه بازسازی شد.
- مه ۲۰۱۵ - تعداد کتاب‌های نگهداری شده به ۱۰ میلیون کتاب رسید.
- فوریه ۲۰۱۶ - عملیات سیستم شناسه استاندارد بین‌المللی نام (ISNI) آغاز شد.
- مارس ۲۰۱۶ - اتاق نمایشگاه در ساختمان اصلی بازگشایی شد.
- فوریه ۲۰۱۷ - موزه حافظه افتتاح شد.

## جوایز
کتابخانه ملی دیجیتال کره جوایز متعددی را برای معماری خود دریافت کرده‌است، مانند جایزه معماری سبز کره در سال ۲۰۱۲ و جایزه معماری سئول در سال 2009.

## ساعات کار
باز:
دوشنبه یکشنبه: ۹:۰۰ الی ۱۶:۰۰
بسته:
ساختمان اصلی: هر دوشنبه (آوریل ۲۰۱۷ تا نوامبر ۲۰۱۸)
کتابخانه دیجیتال: هر دوشنبه دوم و چهارم هر ماه

## تورها
کتابخانه دیجیتال ملی کره خدمات آشنایی و سیر در کتابخانه را به تورهای موسسات، گروه‌ها یا افراد، کارکنان کتابخانه، دانش آموزان، عموم مردم و خارجی‌ها ارائه می‌دهد:
- تاریخچه کتابخانه ملی کره
- نحوه استفاده از کتابخانه ملی کره
- تماشای یک ویدیوی روابط عمومی در کتابخانه ملی کره (فقط برای تورهای گروهی)
- تور ساختمان اصلی
- تور کتابخانه دیجیتال[۵]

ساعت تور از دوشنبه تا جمعه از ساعت ۱۰:۰۰ صبح و ۱۴:۰۰ می‌باشد. و ساعت ۴ بعد از ظهر تورهای یکشنبه فقط در دومین یکشنبه هر ماه، ساعت ۱۴:۰۰ و ۴:۰۰ بعد از ظهر در دسترس هستند. تعداد افراد در هر تور به ۲۰ نفر محدود شده‌است و پس از رسیدن به این محدودیت امکان رزرو وجود ندارد. رزروها حداقل یک هفته قبل از تاریخ تور به استثنای حداقل سه روز برای تورهای یکشنبه به صورت آنلاین انجام می‌شود.

## اتصال حمل و نقل عمومی
مسیر به کتابخانه: خط ۲ متروی سئول، ایستگاه Seocho، خروجی ۶.